# Dada Lekhraj

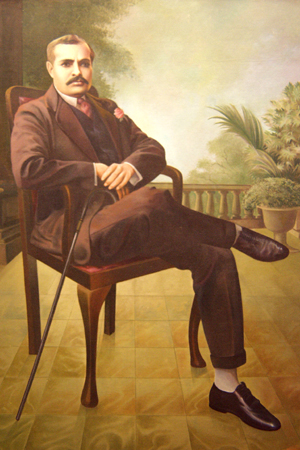
Dada Lekhraj

Dada Lekhraj, echte naam Lekhraj (Khubchand) Kripalani/Kirpilani (Hyderabad (Pakistan), 1876 – Abuberg (India) 18 januari 1969) was de oprichter van de Brahma Kumaris World Spiritual University (in Nederland: Brahma Kumaris Spirituele Academie). In zijn latere leven werd hij Brahma Baba genoemd.

## Levensloop
Dada Lekhraj groeide op in een familie die leefde volgens de hindoeïstische traditie Vallabha Acharya. Hij vereerde vanaf zijn jeugd de godheid Narayan(a) en bestudeerde op latere leeftijd de Bhagavad Gita. Hij kreeg onderwijs van vele goeroes.
Lekhraj werd geboren als zoon van de dorpsschoolmeester, maar wist zich uit deze middenklasse op te werken tot diamantair. Hij vergaarde een fortuin in de diamantenhandel en werd een van de rijkste mannen in India. Hij werkte vanuit Bombay en had een juwelierszaak in Calcutta. In beide steden bezat hij huizen en had ook een huis in Hydrabad.
Na een serie visionaire ervaringen besloot hij zijn wereldse zaken af te ronden en verkocht hij al zijn bezittingen aan zijn zakenpartner. Hij begon met het houden van zogeheten satsangs in zijn huis in Hydrabad, religieuze bijeenkomsten die later bekendstonden als Ohm Mandali. Hij trok hiermee een grote groep mannen en vrouwen aan die diepgaande transformerende ervaringen van zelfverwerkelijking kregen. Lekhraj stond inmiddels bekend als Brahma Baba.
In oktober 1937 stichtte hij de Prajapita Brahma Kumaris Ishwariya Vishva Vidyalaya (Brahma Kumaris World Spiritual University). De leiding van dit onderwijsinstituut legde hij in handen van een groep van negen jonge vrouwen die niet alleen samen het bestuur vormden en het beheer over zijn miljoenenvermogen kregen, maar tevens tot spirituele leraren werden opgeleid. Opmerkelijke beslissingen genomen door een man in een tijd waarin vrouwen gesluierd tussen vier muren van het huis van hun echtgenoot leefden en uitgesloten waren van ieder recht op onderwijs of religieuze beoefening. Deze stille revolutie riep veel weerstand en tegenwerking op bij de gevestigde orde.